# Reacție McMurry
Reacția McMurry este o reacție organică în care are loc cuplarea a două grupe carbonilice (aldehidă sau cetonă) în prezența unui agent reducător precum este clorura de titan (III), obținându-se un derivat alchenic. Reacția poartă numele lui John E. McMurry. Metoda originală implica utilizarea unui amestec de TiCl3 și LiAlH4, care produce intermediarii activi. Alte specii au fost dezvoltate, chiar combinații de TiCl3 sau TiCl4 cu diferiți agenți reducători, inclusiv potasiu, zinc și magneziu.
De exemplu, pentru benzofenonă, reacția McMurry decurge astfel:
Reacția este similară cu reacția de cuplare pinacolică.